# فروزن بوبل
لعبة فروزن بوبل وتعني الفقاعة المجمدة هي من البرمجيات الحرة التي تأخذ أسلوب الكرة وهي لعبة كمبيوتر متاحة على العديد من أنظمة التشغيل بما في ذلك لينكس، وويندوز، وماك OS X، وعلى السمبيان الجيل السادس، وويندوز الهاتف 7 ونظام أندرويد وعدد من الهواتف الذكية. هناك أيضا نسخة للعب الفردي على برنامج الجافا.
لعبة فروزن بوبل الأصلية مكتوبة في بيرل بواسطة جليوم كوتينسيو. اللعبة تحتوي على 100 مستوى تتضمن محرر المستوى. على غرار العديد من البرمجيات الحرة الشعبية فهي لعبة مجانية، الذين يلعبون اللعبة يقومون بإطلاق الفقاعات المتجمدة على فقاعات ملونة المجمدة لتشكيل مجموعات من نفس اللون. تختفي مثل هذه المجموعات المكونة من نفس اللون، وتستمر على هذه الطريقة قبل وصول خط التجميد إلى القاع وهكذا.
الإصدار الثاني عبارة عن عروض متعددة للعب عبر الشبكة المحلية والإنترنت. ويمكن أيضا أن يلعب لاعبان على نفس الكمبيوتر.في الوقت الحاضر هذا الإصدار لأنظمة التشغيل مثل يونكس (مثل لينكس، نظام التشغيل Mac OS X، الخ) فقط. بالإضافة إلى وضع سلسلة ردود الفعل (حيث إسقاط الفقاعات سوف يزيد من الاحتياطية لإكمال ثلاثة توائم، ربما إسقاط الكثير من الفقاعات يؤدي إلى خلق المزيد من النقاط الأضافية) وهذه اللعبة متوفرة أيضا في وضع الشبكة اعتبارا من النسخة الثانية، وتغييرات كبيرة في اليات اللعبة.
يتم تحرير المباراة تحت رخصة (جي ان يو) العمومية العامة.